# Nymphargus vicenteruedai
Nymphargus vicenteruedai es una especie de anfibio anuro de la familia Centrolenidae.

## Distribución geográfica
Esta especie es endémica del departamento de Santander en Colombia. Habita entre los 1650 y 1700 m de altitud en la vertiente occidental de la Cordillera Oriental.

## Etimología
Esta especie lleva el nombre en honor a José Vicente Rueda Almonacid.

## Publicación original
- Velásquez-Álvarez, Rada, Sánchez-Pacheco & Acosta-Galvis, 2007 : A new species of glassfrog (Anura: Centrolenidae) from the western slope of the Cordillera Oriental, Colombia. South American Journal of Herpetology, vol. 2, p. 191-197.[5]